# Ulrichswalde
Der Weiler Ulrichswalde ist ein Ortsteil von Tissa im Saale-Holzland-Kreis in Thüringen.

## Geografie
Ulrichswalde ist ein Streudorf. Es liegt 280 m über NN. Es liegt südlich von Quirla und ist über eine Ortsverbindungsstraße zu erreichen. Südlich und nördlich des Weilers befindet sich Wald. Die Gemarkung ist kupiert. Die Bundesautobahn 4 mit Anschluss ist bei Quirla liegend.

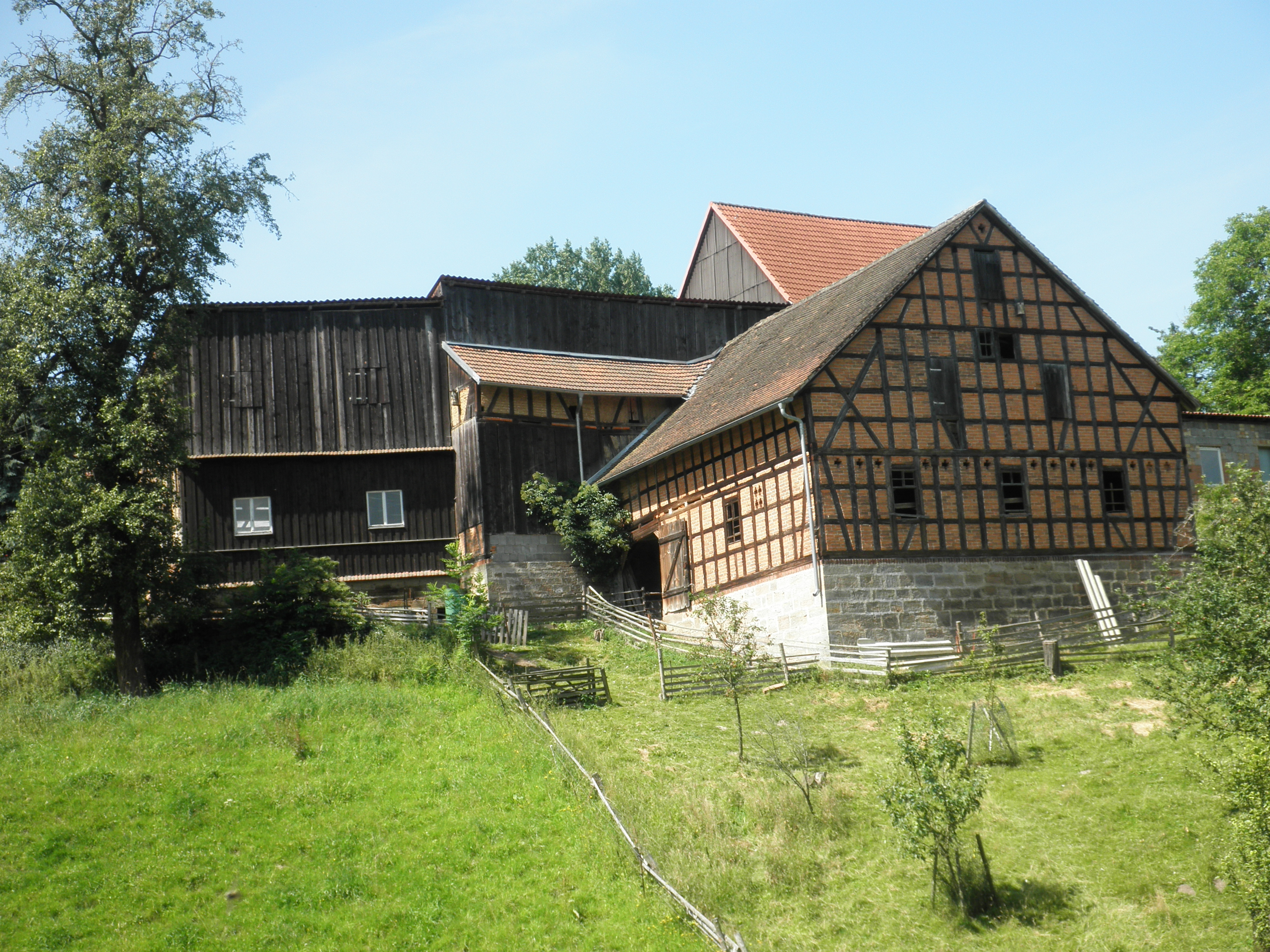
Wirtschaftsgebäude in Ulrichswalde

## Geschichte
1457 erwähnte man urkundlich erstmals den Weiler.
Eine mittelalterliche kleine Wehranlage befindet sich im Weiherbachsgrund. Sie ist in drei Stufen unter Berücksichtigung des natürlichen Geländes angelegt worden.
Sie besagt etwas zur frühen Besiedlung des Umlandes.
2011 bewohnten 58 Personen den Weiler.